# Mój dzień
Mój dzień – szósta płyta polskiego hip-hopowca Daniela Kaczmarczyka znanego pod pseudonimem DKA. Została wydana 24 października 2008 przez wytwórnię My Music.      

## Lista utworów
1. Coś tu nie gra
2. Nasz dzień (gościnnie: Sabina)
3. A teraz
4. Obudź się
5. Przyjdzie taki dzień
6. Wyścig
7. Skąd mam wiedzieć
8. Co chcesz
9. Za szybko
10. A teraz (akustycznie)
11. Superboy
12. Choć staram się
13. Zniknąć stąd
14. 1 + 1